# Iglesia de San Pedro Mártir (Berge)
La Iglesia de San Pedro Mártir es una iglesia de Berge.

## Historia
Fue construida en 1731. En 1991 y 1994 sus cubiertas fueron reparadas.

## Descripción
De estilo barroco, su planta es de salón, con tres naves.